# Nikos Limberópulos
Nikos Limberópulos (grec: Νίκος Λυμπερόπουλος)  (Filiatra, 4 d'agost de 1975) és un antic futbolista grec retirat, que va jugar com a davanter. És famós pel seu xut de punt a porteria, els seus instints innats en joc i les seves habilitats tècniques d'atac. Liberopoulos és un jugador únic en el futbol nacional grec, ja que és igualment adorat pels aficionats tant de l'AEK d'Atenes com del Panathinaikos. És l'únic jugador que es troba entre els deu primers golejadors de tots els temps d'aquests dos equips. De fet, després de set temporades al Panathinaikos, Liberopoulos va marcar 103 gols. El 10 de maig de 2012, va assolir una fita de 100 gols per a l'AEK Atenes després d'un doblet contra l'Atromitos, convertint-lo en l'únic jugador de la història que va marcar cent gols per als dos clubs de l'Atenes. El 8 de setembre de 2017, es va convertir en el director tècnic de l'AEK.